# 霍爾姆湖
54°30′48.97″N 9°34′55.61″E / 54.5136028°N 9.5821139°E

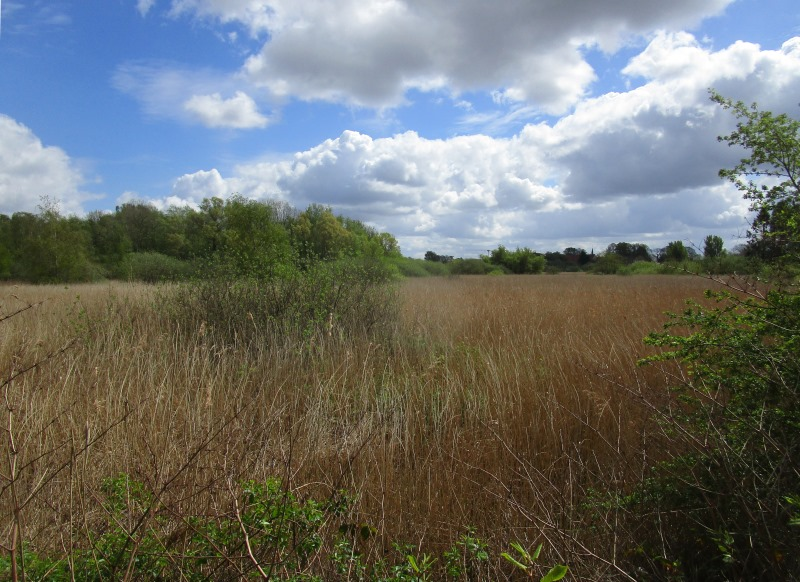

霍爾姆湖（德語：Holmer Noor），是德國的湖泊，位於該國北部石勒蘇益格-荷爾斯泰因州，由石勒蘇益格負責管轄，面積0.02平方公里，湖岸線長度0.6公里。